# Felix Iversen

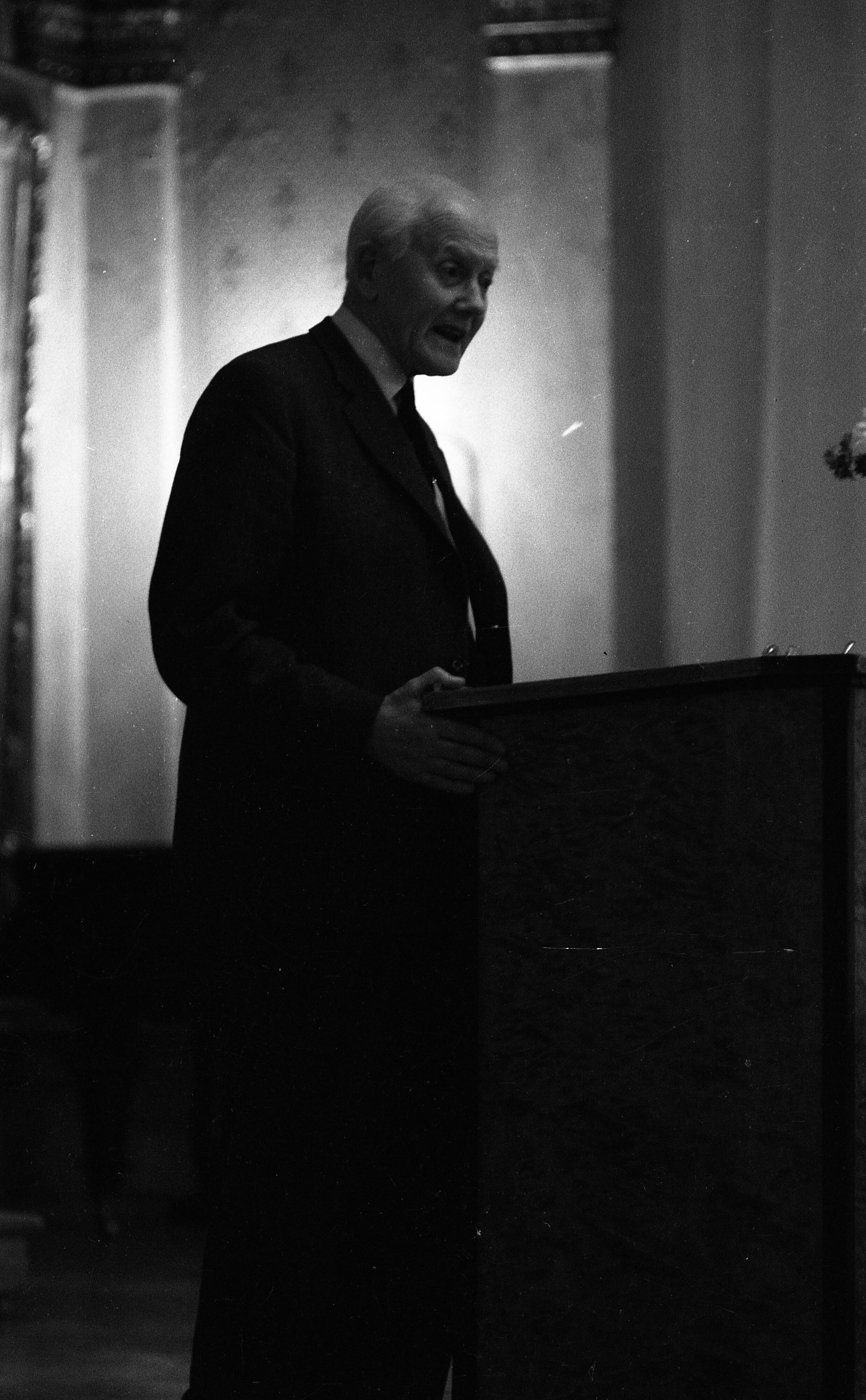
Felix Iversen år 1967.

Felix Christian Herbert Iversen, född den 22 oktober 1887 i Lübeck, död den 31 juli 1973 i Helsingfors, var en finländsk matematiker och pacifist.
Felix Iversen, som var son till en köpman, tog studentexamen i Viborg 1904. Han var därefter elev till Ernst Lindelöf, blev filosofie kandidat och filosofie magister 1909 samt filosofie licentiat och filosofie doktor 1914. 
Iversen var verksam vid Helsingfors universitets observatorium där han utförde fotografiska arbete 1906–1921. Han blev lektor vid observatoriet 1918, assistent för matematikundervisning 1911–1915, docent i matematik 1916–1920 och astrofotograf vid observatoriet som assistent 1918–1920. Han var adjunkt (biträdande professor) i matematik 1920–1954 och tillförordnad professor 1946 och 1951.
Han grundade 1920 Finlands fredsförbund och var dess ordförande under flera decennier. År 1951–1954 var han vicepresident i världsfederationen för FN.
Iversen tilldelades 1954  Stalins fredspris av Sovjetunionen.

## Utmärkelser
- Kommendörstecknet av Finlands Lejons orden,  1950[1]
- Stalins fredspris,  1954[1]

[Redigera Wikidata]